# Línea 4 del Metrorrey
La línea 4 del Metrorrey es una de las tres líneas proyectadas actualmente del Sistema de Transporte Colectivo Metrorrey que comunicará a los municipios de Monterrey y San Pedro Garza García que actualmente se encuentra en construcción. Contará con una extensión aproximada de 7.5 kilómetros, (136 kilómetros en caso de contar desde la estación el derramadero hasta el hospital de ginecología). Conectará con las líneas 3 y 6 en la estación del «Santa Lucía» (enfrente del Unidad Médica de Alta Especialidad N.º 23 del Instituto Mexicano del Seguro Social). Su color distintivo es el color celeste

El 29 de abril de 2022 el Gobierno del Estado de Nuevo León lanzó una licitación pública internacional para la construcción de la línea. Se espera que los trabajos de construcciones inicien el 31 de agosto de 2022 y terminen el 31 de agosto de 2027. Se espera que la segunda etapa que consta de la construcción de 13.5 kilómetros de las líneas 4 y 6 se concluya el 30 de noviembre de 2024.
Tendrá una conexión directa con el tren de pasajeros Saltillo-Monterrey-Nuevo Laredo, lo que hará que sea más larga, conectando más municipios como Santa Catarina, García, en el Estado de Nuevo León, y Ramos Arizpe y Saltillo, en el Estado de Coahuila de Zaragoza.

## Historia

### Primeros indicios
En abril de 2014, el presidente de México, Enrique Peña Nieto anuncio, dentro de su discurso en la 70.º asamblea de la Cámara de la Industria de Transformación de Nuevo León, aseguró que se habían entregado recursos a Nuevo León para la construcción de las Líneas 3 y 4 del Sistema de Transporte Colectivo Metrorrey. Además de la posibilidad de una nueva línea, se analizaban también ampliaciones a las líneas 1 y 2. La primera opción consistía en ampliar el viaducto de la Línea 1, desde la estación Exposición, en Guadalupe, hasta Juárez y Cadereyta, vía la carretera libre a Reynosa. La segunda opción era continuar los trabajos de la Línea 3, que en ese tiempo se encontraba en construcción, desde el Hospital Metropolitano, en San Nicolás, hacia el municipio de Apodaca, utilizando el corredor de la avenida López Mateos. Una tercera opción contemplaba construir hacía la unidad Mederos de la Universidad Autónoma de Nuevo León, partiendo desde una terminal frente al Unidad Médica de Alta Especialidad N.º 23 del Instituto Mexicano del Seguro Social en Félix U. Gómez y con recorrido por la avenida Eugenio Garza Sada. Finalmente se analizo construir el viaducto hacia el poniente de la zona metropolitana, a fin de beneficiar a los habitantes de San Pedro Garza García, Santa Catarina y García, pero el trazo de dicha opción no fue revelado por la autoridad estatal.

### Propuesta actual
A finales de 2021, gobernador de Nuevo León Samuel García anuncio la construcción de las líneas 4 y 5 del Metrorrey, posteriormente informó mediante un video en sus redes sociales el lugar por donde pasarán las nuevas líneas del metro. El primer plan presentado contemplaba que la línea 4 iría desde el centro del municipio de Santa Catarina hasta el centro de Monterrey teniendo una extensión original de 13.6 kilómetros. En la publicación de la licitación se recorto a 7.5 kilómetros terminando en la colonia San Jerónimo en los límites de Monterrey y San Pedro Garza García ya que se actualizó el plan maestro y el Tren Suburbano de Monterrey será el que pasará hasta el centro del municipio de Santa Catarina.

### Proceso de licitación
El 9 de septiembre de 2022 concluyeron las aperturas técnicas como parte del proceso de la licitación pública internacional, dos consorcios se registraron en busca de ganar la adjudicación de la construcción de las Líneas 4, 5 y 6. Uno de los consorcios está conformado por las empresas Mota-Engil México y China Communications Construction Company, mismos que tienen también la construcción de un tramo del Tren Maya. El otro consorcio está conformado por las empresas Ferrovías del Bajío, Hércules Construcciones de Monterrey, Constructora Moyeda, Manufacturas Metálicas Ajax, Tordec, Inversiones Ferroviarias de México, Consega Diseño y Construcciones, y Vivienda y Construcciones.
El 15 de septiembre de 2022 se presentaron las propuestas económicas por parte de ambos consorcios y, de acuerdo con el calendario de la licitación, el 23 de septiembre de 2022 se le otorgue el fallo definitivo al consorcio ganador. Durante la etapa de presentación de propuestas económicas para la construcción, la Secretaría de Movilidad y Planeación Urbana de Nuevo León desechó la propuesta del consorcio integrado por las empresas mexicanas Ferrovías del Bajío, Constructora Moyeda, Hércules Construcciones de Monterrey, Manufacturas Metálicas Ajax, Tordec, Inversiones Ferroviarias de México, Romsega Diseño y Construcciones, y Vivienda y Construcciones. Se explicó que en ninguno de los contratos citados el consorcio comprobó que haya operado un sistema de tracción-frenado del material rodante en algún tren ligero, ferrocarril metropolitano o monorriel, funcionando en los últimos 15 años. De igual forma, se les hizo la observación de que el sistema de tracción frenado y el pilotaje automático no ha sido construido u operado por alguno de los integrantes de dicho consorcio.
El 23 de septiembre de 2022, se otorgó la licitación para la construcción de las líneas 4, 5 y 6 del Metro al consorcio conformado por la firma portuguesa Mota-Engil de México y la china CRRC Hong Kong. En rueda de prensa se informó que las empresas chinas serán las proveedoras del material rodante y vagones, mientras que la compañía mexicana se encargará de la construcción. El Secretario de Movilidad y Planeación Urbana de Nuevo León Hernán Villarreal explicó que la licitación tiene dos opciones de costo y que ambas son rentables para la administración. En caso de que las 3 líneas sean elevadas, el monto ascenderá a 25 mil 861 millones de pesos más IVA. Si la línea 5 se construye a nivel, el costo bajaría a 25 mil 857 millones de pesos más IVA. El consorcio formado por Mota-Engil y CRRC firmará el contrato el 26 de septiembre a las 10:00, en las oficinas de la Dirección Jurídica de la Secretaría de Movilidad y Planeación Urbana, ubicadas en la Torre Administrativa. En cuanto a la posibilidad de construir parte del sistema de transporte a nivel de calle, durante la lectura de fallo de la licitación SMPU-LPI-001-2022 se especificó que ese tema será definido en noviembre de 2024.
El proceso de construcción tuvo inicio el 30 de septiembre del 2022 para las líneas 4 y 6 siendo de tipo monorriel. La línea 5 quedará pendiente haciéndose una consulta popular en noviembre de 2024 para determinar si será monorriel elevado o ferrocarril metropolitano a nivel de suelo.

### Construcción
El 11 de abril de 2023 iniciaron las obras entre las estaciones Hospital de Ginecología (Santa Lucía) y Juárez (Pabellón M). El 4 de mayo se anunció que se espera terminar la obra de estas dos estaciones en mayo de 2024, para posteriormente continuar con la obra hasta la zona de Miravalle y posteriormente dijo el gobernador Samuel García que ampliarán la línea hasta el centro de Santa Catarina en 2027, cancelando la idea de un tren suburbano.